# سامبا دیالو
سامبا دیالو (انگلیسی: Samba Diallo؛ زادهٔ ۵ ژانویهٔ ۲۰۰۳) بازیکن فوتبال اهل سنگال است که در حال حاضر برای باشگاه فوتبال دینامو کی‌یف بازی می‌کند. 
از باشگاه‌هایی که در آن بازی کرده است می‌توان به باشگاه فوتبال دینامو کی‌یف اشاره کرد.
وی همچنین در تیم‌های ملی فوتبال زیر ۱۷ سال سنگال و سنگال بازی کرده است.